# Крикето сир Увил
Крикето сир Увил (фр. Criquetot-sur-Ouville) насеље је и општина у северној Француској у региону Горња Нормандија, у департману Приморска Сена која припада префектури Руан.
По подацима из 2011. године у општини је живело 753 становника, а густина насељености је износила 129,16 становника/km². Општина се простире на површини од 5,83 km². Налази се на средњој надморској висини од 1601 метар (максималној 172 m, а минималној 144 m).

## Демографија
| 1962. | 1968. | 1975. | 1982. | 1990. | 1999. | 2011. |
| ----- | ----- | ----- | ----- | ----- | ----- | ----- |
| 359   | 375   | 390   | 494   | 510   | 610   | 753   |

График промене броја становника у току последњих година